# بول مانينغ (دراج)
بول مانينغ (بالإنجليزية: Paul Manning) مواليد 6 نوفمبر 1974 في إنجلترا، هو دراج إنجليزي سابق. سبق أن شارك في دورة الألعاب الأولمبية الصيفية وفاز بميدالية أولمبية.

## الميداليات
| الميدالية | المسابقة                       |
| --------- | ------------------------------ |
| ذهبية     | الألعاب الأولمبية الصيفية 2008 |
| فضية      | الألعاب الأولمبية الصيفية 2004 |
| برونزية   | الألعاب الأولمبية الصيفية 2000 |
| ذهبية     | دورة ألعاب الكومنولث 2006      |
| ذهبية     | دورة ألعاب الكومنولث 2006      |
| فضية      | دورة ألعاب الكومنولث 2002      |
| برونزية   | دورة ألعاب الكومنولث 2002      |

## روابط خارجية
- بول مانينغ على موقع الاتحاد الدولي للدراجات (الإنجليزية)
- بول مانينغ على موقع أرشيف الدراجات (الإنجليزية)
- بول مانينغ على موقع إحصائيات الدراجات الإحترافية (الإنجليزية)
- بول مانينغ على موقع نسبة الدراجات (الإنجليزية)
- بول مانينغ على موقع CycleBase (الإنجليزية)
- بول مانينغ على موقع أوليمبيديا (الإنجليزية)
- بول مانينغ على موقع اللجنة الأولمبية البريطانية (الإنجليزية)
- بول مانينغ على موقع دورة ألعاب الكومنولث 2006 (مؤرشف) (الإنجليزية)